# (29169) 1990 OC1
1990 أو سي 1 (ويعرف أيضًا باسم (29169) 1990 أو سي 1 وفق تسمية الكوكب الصغير) (بالإنجليزية: 1990 OC1)‏ هو كويكب ضمن حزام الكويكبات؛ وترتيبه 29169 من حيث الاكتشاف.
اكتُشف هذا الجُرم الفلكي بواسطة اليانور إف. هيلين في 22 يوليو 1990.

## وصلات خارجية
- (29169) 1990 OC1 في قاعدة بيانات مختبر الدفع النفاث لأجرام النظام الشمسي الصغيرة

- الاكتشاف · مخطط المدار ·  العناصر المدارية · المعلمات المادية

- (29169) 1990 OC1 على موقع ويكي سكاي: DSS2, SDSS, GALEX, IRAS, Hydrogen α, X-Ray, Astrophoto, Sky Map, Articles and images